# ويليام هندرسون (سياسي)
ويليام هندرسون هو محامي وقاضي وسياسي كندي، ولد في 13 أكتوبر 1916 بإمبرس في كندا، وتوفي في 15 مايو 2006 بكينغستون في كندا. حزبياً، نشط في الحزب الليبرالي الكندي. وقد انتخب عضو مجلس العموم الكندي.